# Orthodontium denticulatum
Orthodontium denticulatum är en bladmossart som beskrevs av Geheeb och Georg Ernst Ludwig Hampe 1881. Orthodontium denticulatum ingår i släktet Orthodontium och familjen Bryaceae. Inga underarter finns listade i Catalogue of Life.